# Cyanopterus laeviventris
Cyanopterus laeviventris är en stekelart som först beskrevs av Günther Enderlein 1920.  Cyanopterus laeviventris ingår i släktet Cyanopterus och familjen bracksteklar. Inga underarter finns listade i Catalogue of Life.